# Независимый дух (премия, 1986)
1-я церемония вручения наград премии «Независимый дух» (англ. 1st Independent Spirit Awards) за заслуги в области независимого кино состоялась 22 марта 1986 года в ресторане 385 North в Лос-Анджелесе. Её ведущим выступил Питер Койоти.

## Лауреаты и номинанты
| Лучший фильм | Лучший режиссёр |
| --- | --- |
| - «После работы» - «Просто кровь» - «Приятный разговор» - «Поездка в Баунтифул»                                                                  | - Джоэл Коэн — «Просто кровь» - Мартин Скорсезе — «После работы» - Джойс Чопра — «Приятный разговор» - Питер Мастерсон — «Поездка в Баунтифул»             |
| Лучшая мужская роль | Лучшая женская роль |
| - М. Эммет Уолш — «Просто кровь» - Рубен Блейдс — «Несовместимые мечты» - Том Бауэр — «Дикая роза» - Трит Уильямс — «Приятный разговор»          | - Джеральдин Пейдж — «Поездка в Баунтифул» - Розанна Аркетт — «После работы» - Лора Дерн — «Приятный разговор» - Лори Сингер — «Умопомрачение»             |
| Лучший сценарий | Лучшая операторская работа |
| - Хортон Фут — «Поездка в Баунтифул» - Джозеф Минион — «После работы» - Джоэл Коэн и Итан Коэн — «Просто кровь» - Том Коул — «Приятный разговор» | - Тоёмити Курита — «Умопомрачение» - Михаэль Балльхаус — «После работы» - Барри Зонненфельд — «Просто кровь» - Майкл Чин — «Дим Сум: Лёгкое биение сердца» |
| Специальная награда | |
| - «Поцелуй женщины-паука» - «Сказочный ребёнок» - «Стукач» - «Ран»                                                                               | |

## Статистика
| Номинации | Фильмы                |
| --------- | --------------------- |
| 5         | «После работы»        |
| 5         | «Просто кровь»        |
| 5         | «Приятный разговор»   |
| 4         | «Поездка в Баунтифул» |
| 2         | «Умопомрачение»       |

| Награды | Фильмы                |
| ------- | --------------------- |
| 2       | «После работы»        |
| 2       | «Просто кровь»        |
| 2       | «Поездка в Баунтифул» |